# ウクライナ海軍航空隊
ウクライナ海軍航空隊（ウクライナかいぐんこうくうたい、ウクライナ語:Авіація Військово-Морських Сил Україниアヴィアーツィヤ・ヴィイスィコーヴォ・モルスィクィーフ・スィール・ウクライィーヌィ；略称Авіація ВМС Україниアヴィアーツィヤ・ヴェーエームエース・ウクライィーヌィ）は、ウクライナ海軍所属の航空隊である。ムィコラーイウ州オチャーコフに司令部が置かれている。

## 概要
当初はTu-22M2/3やMiG-29、Su-27なども保有していたがこれらは空軍に移管されている。また、他の固定翼機の多くは空軍と共同の「国際戦闘機パイロット学校」に移管された。
2008年3月現在の運用機は、固定翼のAn-2T、An-26、Be-12PR、回転翼のKa-27PL、Mi-8MT、Mi-14PL/PSと見られる。なお、海軍航空隊の保有する1 機の国産機An-2Tは、ウクライナ軍における唯一のAn-2となっている。航空母艦用の艦上練習機Su-25UTH(UTG)についてはロシア海軍との間で半数ずつに分割保有されたが、のちにウクライナ海軍機は1機を除きロシア海軍に譲渡された。残る1機については、同じく1機のみ保有していたSu-33の試作機T-10K-7とともに中華人民共和国へ売却された。T-10K-7は、他のSu-33の試作機がモスクワへ送られた際にウクライナ領内に残されていたもので、ウクライナ海軍は所有はしたものの運用はしなかった。
ロシアによるクリミア侵攻以前の2012年の時点では、海軍航空隊の基地はセヴァストポリの北約50キロの所在するサキ・ノボフェドリフカ基地のみであった。同基地には1個の固定翼飛行隊と1個の回転翼飛行隊が配備されおり、約30機の航空機が運用されていた。機種は固定翼のAn-2T、An-26、Be-12、回転翼のKa-27、Ka-29、Mi-8、Mi-14が確認されている。

## 編成
2023年6月現在では、1個航空旅団にまで規模が縮小されている。
- 第10海軍航空旅団（クルバキノ空軍基地）

## 海軍航空隊の主な運用機（過去のものを含む）
- An-2[1]
- An-12
- An-12BK
- An-12BP
- An-24
- An-26 [2][1]
- An-72
- An-74
- Be-12PR
- Ka-25
- Ka-27PL
- Ka-27PS
- Ka-28
- Ka-29（ロシア語版、ドイツ語版）[1]
- Mi-8MT [3]
- Mi-14BS
- Mi-14PL [4]
- Mi-14PS [5]
- Mi-24V
- Mi-24P
- MiG-23ML
- MiG-23MLD
- MiG-23UB
- MiG-23UM
- MiG-27K
- MiG-27M
- MiG-27D
- MiG-29 9-12
- MiG-29 9-13/S
- MiG-29UB
- Su-17M3
- Su-17M4
- Su-17UM3
- Su-25]
- Su-25UB [6]
- Su-25UTH
- Su-27
- Su-27UB
- Su-33(T-10K-7)
- Yak-38
- Yak-38M
- Yak-38U